# Chiesa di San Valentino (Vallelaghi)
La chiesa di San Valentino è una chiesa sussidiaria a Vezzano, frazione di Vallelaghi, in Trentino. Risale al IX secolo.

## Storia
Un primo piccolo edificio religioso a Vezzano è documentato sin dall'860, e attorno al XV secolo accanto alla piccola chiesa fu rinvenuta una tegola in laterizio con impressa la data, ruderi di una cappella preesistente sul sito e reliquie attribuite a San Valentino e a San Parentino.
Alla fine di quel secolo le reliquie vennero portate nella parrocchiale del paese e venne costruito un nuovo edificio sacro che venne consacrato nel 1529.
Nel XIX secolo la piccola chiesa fu oggetto in vari momenti di restauri e miglioramenti che in particolare portarono all'ampliamento della sacrestia e alla costruzione del campanile sul tetto dell'edificio, a vela.
Nel secondo dopoguerra altri lavori interessarono la copertura ed il ritinteggiamento dell'intera struttura.